# Дуала (народ)
Дуала је афрички народ који живи у Камеруну, Нигерији и Екваторијалној Гвинеји. У његовом саставу су племена Мбоко, Квари, Понго, Вури, Бафо, Еводи и Еконг. 
У Камеруну су настањени у приобаљу Гвинејског залива, око града Дуала, као културног и привредног средишта, у Нигерији, где су заступљени етничком групом Квири, дуж границе са Камеруном, уз обале залива Биафра, у Екваторијалној Гвинеји, у приобалском подручју до Камеруна. Има их 1.631.732, од тога у Камеруну 1.547.052, у Нигерији 69.464, у Екваторијалној Гвинеји 15.216. 
Језик Дуала припада подгрупи бенуе-конго групе нигер-конго нигерокордофанске породице језика. Вера је традиционална месна веровања (култ предака и сила природе) као и хришћанство (католици, а делом и протестанти).